# Lapita-Friedhof Teouma
Der Lapita-Friedhof von Teouma (kurz: Teouma) ist eine bedeutende archäologische Ausgrabungsstätte an der Teouma Bay auf der Insel Éfaté in Vanuatu. Die Stätte enthält den ältesten bekannten Friedhof Polynesiens und spielte eine wichtige Rolle bei der Erfassung von Informationen im Zusammenhang mit der Lapita-Kultur des neunten und zehnten Jahrhunderts v. Chr.

## Archäologie
Die Fundstätte liegt ca. 800 m entfernt von der Teouma Bay, im Südosten der Insel Efate. In Spätjahr 2003 wurden an der Stelle 26 Begräbnisstätten mit insgesamt 36 Bestattungen entdeckt. Der Friedhof wird auf 3200 bis 3000 Jahre geschätzt. Ein gemeinsames Element dieser Bestattungen ist das Vorhandensein von Fragmenten von rötlichem Tonzeug mit komplizierten Designs (Mustern). Die Toten wurden in unterschiedlichen Stellungen beigesetzt. Die Schädel wurden jedoch entfernt, nachdem die parodontalen Ligamente zersetzt waren. Sie wurden durch Kegelschnecken-Ringe (cone shell rings) ersetzt, was auf eine Zeremonialkultur hindeutet.

## Isotopen-Analyse
Isotopenuntersuchung wurde an einzelnen Knochen durchgeführt um die Charakteristiken der Migration im asiatisch-pazifischen Raum in dieser Epoche zu untersuchen. Die Forscher konnten dabei Isotopen von 17 verschiedenen Individuen untersuchen. Man fand, dass vier der Individuen abweichende Isotopen-Level aufwiesen während die 13 verbleibenden relativ einheitlich waren. Man hat vermutet, dass diese vier Individuen Immigranten waren.

## Genetische Analysen
2016 gelang es Forschern die DNA aus dem Felsenbein von drei Individuen von der Begräbnisstätte Teouma zu extrahieren. Dies war die erste erfolgreiche DNA-Extraktion aus antiken Proben aus den Tropen. Die Überreste datieren auf ein Alter von rund 3.110 bis 2.710 Jahren.
Die DNA-Analyse bestätigte, dass alle drei Individuen weiblich waren. Alle gehörten auch der Haplogroup B4a1a1a an, der typisch Polynesian motif-Gruppe.
Weitere Analyse der aDNA zeigte, dass die drei Individuen mit anderen Proben der Lapita-Kultur übereinstimmen, die zwischen 2.680 und 2.340 Jahren alt sind und aus Talasiu, Tongatapu, Tonga stammen; alle erscheinen als klar unterschiedene Population zu der heutigen Population.
Im Vergleich mit modernen Populationen sind die antiken Proben von Teouma und Talasiu am engsten mit der Bevölkerung der Amis und Atayal von Taiwan, und der Bevölkerung der Kankanaey (Igorot) von den nördlichen Philippinen verwandt, während sie nur wenig Gemeinsamkeiten mit den Papua haben.